# 竹田駅 (大邱広域市)
竹田駅（チュクチョンえき）は、大韓民国大邱広域市達西区竹田洞にある大邱交通公社2号線の駅である。駅番号は(224)。

## 駅構造
- 島式ホーム1面2線の地下駅。

## 駅周辺
- 甘三洞郵便局
- 大邱銀行竹田洞支店
- E-MART甘三店
- 竹田119安全センター
- 甘三セマウル金庫
- 未来女性病院
- 甘三治安センター
- 西部セマウル金庫
- 甘三洞住民センター
- 城西農協竹田洞支店
- 韓国スタンダードチャータード銀行竹田洞支店

## 歴史
- 2005年10月18日 - 開業。

## 隣の駅
大邱交通公社
●2号線
竜山駅 (223) - 竹田駅 (224) - 甘三駅(225)